# 津久井克行
津久井 克行（つくい かつゆき、1959年10月13日 - 2009年10月2日）は、日本の音楽家。classのメンバー。160万枚を越えるヒット作品となった「夏の日の1993」で広く知られている。群馬県桐生市出身。AB型。

## 経歴
- 1993年- classとしてデビュー[1]。
- 1996年- classを解散し、ソロ活動に入る[1]。
- 2002年- 「わたなべていじ」elb cho・「大山泰輝」pf choと組んで新ユニット「t2k」を結成。
- 2003年- classを再結成。
- 2009年10月2日 - 14時01分に膵臓癌により死去。49歳没[2][3]。同月12日には東京・青山葬儀所にて音楽葬が営まれ、関係者やファン1500人が参列した[4]。

## ディスコグラフィー

### ソロアルバム
- 笑うこと（2006/10/8）

### t2kのアルバム
- acid（2002/6/17）